# 倪章
倪章（9世纪—10世纪），唐朝末年舒州刺史。
庐州刺史杨行密攻取宣州时，留守庐州的蔡俦被军阀孙儒所破而投降。后孙儒败亡，景福元年（892年），蔡俦又依附宣武军节度使朱全忠，并和倪章联合。但朱全忠厌恶蔡俦反复，不但不救，反而告知杨行密。杨行密遣行营都指挥使李神福攻蔡俦，二年（893年）七月，城破，蔡俦自杀。十月，在李神福进攻下，倪章弃舒州而走。
倪章出走后投朱全忠。后来宦官劫持唐昭宗投靠凤翔节度使李茂贞，朱全忠攻打李茂贞。天复二年（902年）八月庚戌，李茂贞夜袭奉天，生擒朱全忠部将倪章、邵棠而归。